# Смирнов, Владимир Иванович (нефтяник)
Владимир Иванович Смирнов (2 августа 1927 — 28 августа 2003) — передовик советского строительства, бригадир комплексной бригады строительного управления № 10 треста «Нефтеюганскгазстрой» Министерства строительства предприятий нефтяной и газовой промышленности СССР, Ханты-Мансийский автономный округ, Герой Социалистического Труда (1980). Почётный гражданин Нефтеюганска (1982).

## Биография
Родился 2 августа 1927 года в городе Полоцке, Полоцкого округа Белорусской ССР, в крестьянской семье.
С 1932 по 1936 годы, из-за малого достатка в семье, воспитывался в детском доме. Проходил обучение в средней школе. С 1941 по 1944 годы находился на оккупированной территории. В 1945 году в Полоцке окончил обучение в восьмом классе школы.
Трудовую деятельность начал в 1945 году слесарем-ремонтником в паровозном депо в Полоцке. В 1946 году отправился на всесоветскую стройку на Урал в город Асбест, где стал трудиться плотником на строительстве лесокомбината. Затем работал в строительной отрасли городов Волчанск и Серов. В 1962 году без отрыва от работы завершил обучение в строительном училище.
В 1963 году переехал в город Нефтеюганск, стал работать плотником, затем в 1964 году был назначен бригадиром комплексной бригады строительного управления № 10 треста «Нефтеюганскгазстрой». Его бригада была передовой. План десятой пятилетки (1975-1980) был выполнен к началу 1979 года.
Указом Президиума Верховного Совета СССР от 16 мая 1980 года за выдающиеся производственные успехи, достигнутые в выполнении заданий десятой пятилетки Владимиру Ивановичу Смирнову было присвоено звание Героя Социалистического Труда с вручением ордена Ленина и золотой медали «Серп и Молот».
Активный участник общественно-политической жизни города и завода. Избирался депутатом Тюменского областного Совета, а также городского Совета народных депутатов, являлся делегатом XYII съезда профсоюзов СССР. До 1989 года, когда вышел на заслуженный отдых, работал в «Нефтеюганскгазстрое». Член КПСС.
23 сентября 1989 года был удостоен почётного звания «Почётный гражданин Нефтеюганска». 
Проживал в городе Нефтеюганске. Умер 28 августа 2003 года.

## Награды
За трудовые успехи удостоен:
- золотая звезда «Серп и Молот» (16.05.1980),
- два ордена Ленина (16.05.1980, 30.03.1970),
- Орден Трудового Красного Знамени (01.07.1966),
- другие медали.
- Почётный гражданин города Нефтеюганска (23.09.1989).